# Najmowo
Najmowo – wieś w Polsce położona w województwie kujawsko-pomorskim, w powiecie brodnickim, w gminie Zbiczno.
We wsi jest przystanek kolejowy Najmowo.
W latach 1975–1998 miejscowość administracyjnie należała do województwa toruńskiego.